# Indy Toronto 2024
Das Indy Toronto 2024 (offiziell Honda Indy Toronto) auf dem Kurs Streets of Toronto fand am 21. Juli 2024 statt und ging über eine Distanz von 85 Runden à 2,874 km. Es war der 12. Lauf zur IndyCar Series 2024.

## Bericht
Das Team Andretti Global hatte bis zum Rennen in Toronto eine eher glücklose Serie hinter sich in der Saison 2024. Die Siege der Rennen teilten sich bis anhin das Team Penske mit Chip Ganassi Racing und Arrow McLaren. In Toronto änderte sich das nun und das Team von Michael Andretti feierte gleich einen Doppelsieg. Colton Herta, der seit dem Jahr 2022 kein Rennen mehr gewinnen konnte und Kyle Kirkwood standen zuoberst auf dem Siegerpodest. Herta ließ keinen Zweifel offen an seiner Überlegenheit und er feierte einen Start–Ziel-Sieg. Der aus der Pole-Position gestartete Herta gab nur während den Boxenstopps die Führung jeweils kurz ab. Auf dem teils engen und holprigen Stadtkurs gab es sechs Gelbphasen. So schieden während des Rennens 10 Fahrer aus wegen Unfällen. Als sich Pato O’Ward (Arrow McLaren) in der 72. Runde gedreht hatte in einer unübersichtlichen Kurve, trafen ihn zuerst Marcus Ericsson (Andretti Global) und dann Pietro Fittipaldi (Rahal Letterman Lanigan Racing) und Nolan Siegel (Arrow McLaren). Auch Santino Ferrucci (A. J. Foyt Racing) erwischte O’Ward. Das Auto von Ferrucci stieg auf und schlug gegen die Fangzäune, bevor er kopfüber liegen blieb. Ferrucci blieb glücklicherweise, wie alle anderen involvierten Fahrer, unverletzt. Das Rennen musste daraufhin mit den roten Flaggen unterbrochen werden. Nach dem Restart veränderte sich die Reihenfolge vorne nicht. Hinter Herta und Kirkwood gab es einen Dreikampf zwischen Scott McLaughlin auf dem dritten Rang sowie den folgenden Will Power (beide Team Penske) und Scott Dixon (Chip Ganassi Racing). Beim Versuch McLaughlin zu überholen, drückte Power seinen Teamkollegen in die Reifenstapel der Kurve fünf, das Rennen war für McLaughlin damit vorbei und Dixon überholte Power anschließend. Damit komplimentierte Dixon das Siegerpodest als dritter. Ein schwieriges Rennen hatte der Meisterschaftsführende Alex Palou (Chip Ganassi Racing), der vom 18. Startplatz aus ins Rennen ging. Mit dem vierten Rang konnte Palou schlussendlich zufrieden sein, da sein nächster Verfolger Power nur auf dem 12. Platz ins Ziel kam. Palou führte die Meisterschaft zu diesem Zeitpunkt, mit 411 vor Power mit 362 und Dixon mit 358 Punkten, weiterhin an.

## Meldeliste
| Startnummer | Fahrer              | Team                             | Motor     |
| ----------- | ------------------- | -------------------------------- | --------- |
| 14          | Santino Ferrucci    | A. J. Foyt Racing                | Chevrolet |
| 41          | Sting Ray Robb      | A. J. Foyt Racing                | Chevrolet |
| 26          | Colton Herta        | Andretti Global / Curb-Agajanian | Honda     |
| 27          | Kyle Kirkwood       | Andretti Global                  | Honda     |
| 28          | Marcus Ericsson     | Andretti Global                  | Honda     |
| 5           | Pato O’Ward         | Arrow McLaren                    | Chevrolet |
| 6           | Nolan Siegel        | Arrow McLaren                    | Chevrolet |
| 7           | Alexander Rossi     | Arrow McLaren                    | Chevrolet |
| 4           | Kyffin Simpson      | Chip Ganassi Racing              | Honda     |
| 8           | Linus Lundqvist     | Chip Ganassi Racing              | Honda     |
| 9           | Scott Dixon         | Chip Ganassi Racing              | Honda     |
| 10          | Alex Palou          | Chip Ganassi Racing              | Honda     |
| 11          | Marcus Armstrong    | Chip Ganassi Racing              | Honda     |
| 18          | Hunter McElrea      | Dale Coyne Racing                | Honda     |
| 51          | Toby Sowery         | Dale Coyne Racing                | Honda     |
| 20          | Christian Rasmussen | Ed Carpenter Racing              | Chevrolet |
| 21          | Rinus VeeKay        | Ed Carpenter Racing              | Chevrolet |
| 77          | Romain Grosjean     | Juncos Hollinger Racing          | Chevrolet |
| 78          | Agustín Canapino    | Juncos Hollinger Racing          | Chevrolet |
| 60          | Felix Rosenqvist    | Meyer Shank Racing               | Honda     |
| 66          | David Malukas       | Meyer Shank Racing               | Honda     |
| 15          | Graham Rahal        | Rahal Letterman Lanigan Racing   | Honda     |
| 30          | Pietro Fittipaldi   | Rahal Letterman Lanigan Racing   | Honda     |
| 45          | Christian Lundgaard | Rahal Letterman Lanigan Racing   | Honda     |
| 2           | Josef Newgarden     | Team Penske                      | Chevrolet |
| 3           | Scott McLaughlin    | Team Penske                      | Chevrolet |
| 12          | Will Power          | Team Penske                      | Chevrolet |

## Klassifikationen

### Freies Training 1
| Pos. | Nr. | Fahrer           | Team                             | Motor | Zeit      |
| ---- | --- | ---------------- | -------------------------------- | ----- | --------- |
| 1    | 26  | Colton Herta     | Andretti Global / Curb-Agajanian | Honda | 1:01.8906 |
| 2    | 10  | Alex Palou       | Chip Ganassi Racing              | Honda | 1:02.0804 |
| 3    | 60  | Felix Rosenqvist | Meyer Shank Racing               | Honda | 1:02.2467 |

### Freies Training 2
| Pos. | Nr. | Fahrer        | Team                             | Motor     | Zeit      |
| ---- | --- | ------------- | -------------------------------- | --------- | --------- |
| 1    | 26  | Colton Herta  | Andretti Global / Curb-Agajanian | Honda     | 1:00.5763 |
| 2    | 27  | Kyle Kirkwood | Andretti Global                  | Honda     | 1:00.7137 |
| 3    | 12  | Will Power    | Team Penske                      | Chevrolet | 1:00.8014 |

### Qualifying
| Pos. | Nr. | Fahrer              | Team                             | Motor     | Zeit       | Zeit      | Zeit      | Zeit      |
| Pos. | Nr. | Fahrer              | Team                             | Motor     | Q1         | Q1        | Q2        | Q3        |
| Pos. | Nr. | Fahrer              | Team                             | Motor     | Gruppe 1   | Gruppe 2  | Q2        | Q3        |
| ---- | --- | ------------------- | -------------------------------- | --------- | ---------- | --------- | --------- | --------- |
| 1    | 26  | Colton Herta        | Andretti Global / Curb-Agajanian | Honda     |            | 1:00.1885 | 0:59.7352 | 0:59.5431 |
| 2    | 27  | Kyle Kirkwood       | Andretti Global                  | Honda     | 1:00.1698  |           | 0:59.6669 | 0:59.6735 |
| 3    | 60  | Felix Rosenqvist    | Meyer Shank Racing               | Honda     | 1:00.4720  |           | 0:59.5960 | 0:59.8252 |
| 4    | 3   | Scott McLaughlin    | Team Penske                      | Honda     | 1:00.3568  |           | 0:59.7379 | 0:59.9082 |
| 5    | 77  | Romain Grosjean     | Juncos Hollinger Racing          | Chevrolet |            | 1:00.5191 | 0:59.7281 | 1:00.0012 |
| 6    | 66  | David Malukas       | Meyer Shank Racing               | Honda     | 1:00.4937  |           | 0:59.8606 | 1:00.2109 |
| 7    | 2   | Josef Newgarden     | Team Penske                      | Chevrolet | 1:00.5476  |           | 0:59.8796 |           |
| 8    | 15  | Graham Rahal        | Rahal Letterman Lanigan Racing   | Honda     |            | 1:00.4838 | 1:00.0323 |           |
| 9    | 12  | Will Power          | Team Penske                      | Chevrolet |            | 1:00.0650 | 1:00.1310 |           |
| 10   | 78  | Agustín Canapino    | Juncos Hollinger Racing          | Chevrolet |            | 1:00.5193 | 1:00.2873 |           |
| 11   | 28  | Marcus Ericsson     | Andretti Global                  | Honda     |            | 1:00.1526 | 1:00.3364 |           |
| 12   | 20  | Christian Rasmussen | Ed Carpenter Racing              | Chevrolet | 1:00.4498  |           | 1:00.4336 |           |
| 13   | 11  | Marcus Armstrong    | Chip Ganassi Racing              | Honda     | 1:00.5732  |           |           |           |
| 14   | 5   | Pato O’Ward         | Arrow McLaren                    | Chevrolet |            | 1:00.6435 |           |           |
| 15   | 9   | Scott Dixon         | Chip Ganassi Racing              | Honda     | 1:00.7389  |           |           |           |
| 16   | 45  | Christian Lundgaard | Rahal Letterman Lanigan Racing   | Honda     |            | 1:00.7510 |           |           |
| 17   | 14  | Santino Ferrucci    | A. J. Foyt Racing                | Chevrolet | 1:01.0072  |           |           |           |
| 18   | 10  | Alex Palou          | Chip Ganassi Racing              | Honda     |            | 1:00.8337 |           |           |
| 19   | 6   | Nolan Siegel        | Arrow McLaren                    | Chevrolet | 1:01.2409  |           |           |           |
| 20   | 4   | Kyffin Simpson      | Chip Ganassi Racing              | Honda     |            | 1:00.9502 |           |           |
| 21   | 51  | Toby Sowery         | Dale Coyne Racing                | Honda     | 1:01.3367  |           |           |           |
| 22   | 21  | Rinus VeeKay        | Ed Carpenter Racing              | Chevrolet |            | 1:01.0846 |           |           |
| 23   | 30  | Pietro Fittipaldi   | Rahal Letterman Lanigan Racing   | Honda     | 1:01.3791  |           |           |           |
| 24   | 8   | Linus Lundqvist     | Chip Ganassi Racing              | Honda     |            | 1:01.2099 |           |           |
| 25   | 18  | Hunter McElrea      | Dale Coyne Racing                | Honda     | keine Zeit |           |           |           |
| 26   | 7   | Théo Pourchaire     | Arrow McLaren                    | Chevrolet |            | 1:01.6071 |           |           |
| 27   | 41  | Sting Ray Robb      | A. J. Foyt Racing                | Chevrolet |            | 1:01.7355 |           |           |

### Endergebnis
| Pos. | Nr. | Fahrer                  | Rd. | Zeit/Rückstand               | Boxenstopps | Führungsrunden | Punkte |
| ---- | --- | ----------------------- | --- | ---------------------------- | ----------- | -------------- | ------ |
| 1    | 26  | Colton Herta            | 85  | 1:39:28.4293 Std. 91,568 mph | 2           | 81             | 54     |
| 2    | 27  | Kyle Kirkwood           | 85  | 0.3469 Sek.                  | 2           |                | 40     |
| 3    | 9   | Scott Dixon             | 85  | 0.9680                       | 2           | 3              | 36     |
| 4    | 10  | Alex Palou              | 85  | 1.6911                       | 2           |                | 32     |
| 5    | 11  | Marcus Armstrong        | 85  | 2.7719                       | 2           |                | 30     |
| 6    | 66  | David Malukas           | 85  | 3.0853                       | 2           |                | 28     |
| 7    | 45  | Christian Lundgaard     | 85  | 3.8925                       | 2           |                | 26     |
| 8    | 21  | Rinus VeeKay            | 85  | 4.6346                       | 3           |                | 24     |
| 9    | 77  | Romain Grosjean         | 85  | 5.6537                       | 2           |                | 22     |
| 10   | 15  | Graham Rahal            | 85  | 6.1456                       | 3           |                | 20     |
| 11   | 2   | Josef Newgarden         | 85  | 10.4924                      | 3           |                | 19     |
| 12   | 12  | Will Power              | 85  | 11.5555                      | 2           |                | 18     |
| 13   | 8   | Linus Lundqvist (R)     | 84  | 1 Rd.                        | 4           |                | 17     |
| 14   | 7   | Théo Pourchaire (R)     | 84  | 1 Rd.                        | 5           |                | 16     |
| 15   | 51  | Toby Sowery (R)         | 84  | 1 Rd.                        | 3           |                | 15     |
| 16   | 3   | Scott McLaughlin        | 76  | 9 Rd. (Unfall)               | 2           |                | 14     |
| 17   | 5   | Pato O’Ward             | 72  | 13 Rd. (Unfall)              | 2           |                | 13     |
| 18   | 28  | Marcus Ericsson         | 72  | 13 Rd. (Unfall)              | 2           | 1              | 13     |
| 19   | 30  | Pietro Fittipaldi       | 72  | 13 Rd. (Unfall)              | 2           |                | 11     |
| 20   | 14  | Santino Ferrucci        | 72  | 13 Rd. (Unfall)              | 4           |                | 10     |
| 21   | 6   | Nolan Siegel (R)        | 72  | 13 Rd. (Unfall)              | 3           |                | 9      |
| 22   | 4   | Kyffin Simpson (R)      | 66  | 19 Rd. (Unfall)              | 2           |                | 8      |
| 23   | 60  | Felix Rosenqvist        | 63  | 22 Rd. (Defekt)              | 2           |                | 7      |
| 24   | 18  | Hunter McElrea (R)      | 57  | 28 Rd. (Unfall)              | 2           |                | 6      |
| 25   | 41  | Sting Ray Robb          | 13  | 72 Rd. (Defekt)              | 0           |                | 5      |
| 26   | 78  | Agustín Canapino        | 4   | 81 Rd. (Unfall)              | 0           |                | 5      |
| 27   | 20  | Christian Rasmussen (R) | 0   | 85 Rd. (Unfall)              | 0           |                | 5      |

(R)=Rookie / 5 Gelbphasen für insgesamt 15 Rd. / alle Starter auf Firestone-Reifen